# Episteme
Episteme (græsk: ἐπιστήμη epistḗmē) betyder i platonisk terminologi viden. Modsat doxa tro/meninger/holdninger. Episteme findes i filosofiske disciplin epistemologi (erkendelseslære). Doxa med en anden nuance findes i ortodoksi (rettroenhed).
| filosofi | Spire Denne filosofiartikel er en spire som bør udbygges. Du er velkommen til at hjælpe Wikipedia ved at udvide den. |